# Чишма (Балтачевский район)
Чишма́ (баш. Шишмә) — деревня в Балтачевском районе Республики Башкортостан Российской Федерации. Входит в состав Верхнеянактаевского сельсовета.

## География

### Географическое положение
Расстояние до:
- районного центра (Старобалтачёво): 16 км,
- центра сельсовета (Новоямурзино): 6 км,
- ближайшей ж/д станции (Куеда): 85 км.

## История
В «Списке населенных мест по сведениям 1870 года», изданном в 1877 году, населённый пункт упомянут как деревня Чишмы 2-го стана Бирского уезда Уфимской губернии. Располагалась при речке Карыш, по левую сторону реки Таныпа, в 67 верстах от уездного города Бирск и в 30 верстах от становой квартиры в селе Тепляки. В деревне в 50 дворах жили 295 человек (161 мужчина и 134 женщины, мещеряки), была мечеть.

## Население
| 2002 | 2009 | 2010 |
| ---- | ---- | ---- |
| 168  | ↗170 | ↘152 |

### Национальный состав
Согласно переписи 2002 года, преобладающие национальности — башкиры (63 %), татары (36 %).